# Жінка, яка втекла
«Жінка, яка втекла» (кор. 도망친 여자, Domangchin yeoja) — корейський фільм-драма 2020 року режисера Хона Сан Су. Учасник основного конкурсу 70-го Берлінського кінофестивалю, режисер отримав приз за кращу режисуру .

## Сюжет
Драматична історія молодої корейської жінки (Кім Мін Хо), що опинилася у скрутному становищі.

## В ролях
| Актор       | Роль |
| ----------- | ---- |
| Кім Мін Хі  |      |
| Cо Йон Хва  |      |
| Сон Сон Мі  |      |
| Ким Се Бьок |      |
| Квон Хе Хьо |      |

## Цікаві факти
Це 24-й фільм в кар'єрі Хона Сан Су і 4-й, запрошений в офіційну конкурсну програму Берлінського МКФ після картин «Ніч і день» (2008), «Хевон — нічия донька» (2013) і «Вночі біля моря одна» (2017).